# Філіньяно
Філіньяно (італ. Filignano) — муніципалітет в Італії, у регіоні Молізе,  провінція Ізернія.
Філіньяно розташоване на відстані близько 140 км на схід від Рима, 55 км на захід від Кампобассо, 17 км на захід від Ізернії.
Населення — 652 особи (2014).

## Демографія
Населення за роками:

Станом на 1 січня 2023 року в муніципалітеті офіційно проживало 47 іноземців з 10 країн, серед них 26 громадян країн Євросоюзу та 4 громадяни України.

## Сусідні муніципалітети
- Аккуафондата
- Коллі-а-Вольтурно
- Монтакуїла
- Поцциллі
- Роккетта-а-Вольтурно
- Скаполі
- Валлеротонда